# Siberische vlagzalm
De Siberische vlagzalm (Thymallus arcticus) is een zoetwatervis uit de familie der zalmachtigen (Salmonidae) en de orde Salmoniformes. Meestal onderscheidt men binnen dit taxon diverse ondersoorten.

## Beschrijving
De Siberische vlagzalm onderscheidt zich van de Europese vlagzalm door gelige buikvin met rode streepjes (bij gewone vlagzalm grijs, zonder strepen), rode stippen op de flanken en minder kieuwboogaanhangsels: gemiddeld 16-17, uitersten tussen 14 en 22 tegen 24-26 (uitersten 19 en 30) bij gewone vlagzalm.

## Verspreiding
De Siberische vlagzalm is wijdverbreid in de rivierstroomgebieden van Canada, Alaska, Siberië, het Russische Verre Oosten en Mongolië die uitmonden in de Noordelijke IJszee en noordelijke Grote Oceaan. Binnen het Europese continent is de soort te vinden in de stroomgebieden van de Petsjora, Korotaicha en Kara. De ondersoort Thymallus arcticus baicalensis is volgens sommige onderzoekers een aparte soort.

## Natuurbescherming
Over deze vis is er goed nieuws. De populatie die voorkomt in de voormalige Sovjet-Unie neemt toe, dankzij de verbeterde waterkwaliteit in grote gebieden van Siberië waar industriesteden in verval zijn geraakt, na de val van de Sovjet-Unie. Daarom staat de soort als niet bedreigd op de lijst van de IUCN.